# Nintendo Network
A Nintendo Network (ニンテンドーネットワーク; Hepburn: Nintendō Nettowāku) a Nintendo online szolgáltatása, amely internetes funkciókat biztosít a Nintendo 3DS és a Wii U rendszerekhez és az azokkal kompatibilis játékokhoz. A rendszert 2012. január 26-án egy befektetői konferencián jelentették be a Nintendo a Nintendo Wi-Fi Connection utáni második online szolgáltatásukként. Ivata Szatoru, a Nintendo elnöke elmondása szerint „a Nintendo Wi-Fi Connectionnel szemben, amivel elsősorban meghatározott funkciókra és koncepciókra összpontosítottunk, olyan platformot akarunk létrehozni, ahol különböző szolgáltatások érhetőek el a hálózaton keresztül a felhasználóink számára, akiknek csatlakozniuk kell a Nintendo Network szolgáltatáshoz, hogy a cégünk átfogó javaslatokat tehessen a vásárlóknak.”

## Története

### A bejelentése előtt
2012. január 20-án felkerült a Theatrhythm Final Fantasy című játék borítója a NeoGAF fórumra a „Nintendo Network” ikonjával a doboz sarkában. Az újságírók úgy gondolták, hogy a „Nintendo Network” a Nintendo Wi-Fi Connection névváltása lesz.

### Bejelentés
A Nintendo 2012. január 26-án jelentette be hivatalosan a Nintendo Networköt. A cég kijelentette, hogy a szolgáltatás teljesen új egységesített hálózati rendszer lesz, nem csak a Nintendo Wi-Fi Connection átnevezése. A Nintendo azt is bejelentette, hogy a Nintendo Network fogja biztosítani az online többjátékos mód infrastruktúráját (általános barátkódokkal Nintendo 3DS-en, illetve felhasználói fiók-rendszerrel a Wii U-n), a SpotPasst és az eShoppot is. A Nintendo egy E3 előtti Nintendo Directen tisztázta, hogy a Nintendo Network lesz az alapja a Nintendo új, Miiverse nevű szociális hálózatának. A Nintendo Network biztosítja a Nintendo 3DS és a Wii U hálózati infrastruktúráját.
Ez a szolgáltatás 2024. ápr. 8-án már nem érhető el.

## Szolgáltatások
|                          | Wii U | Nintendo 3DS/3DS XL/2DS/N3DS/N3DS XL | Okostelefonok/PC/táblagépek |
| ------------------------ | --- | --- | --- |
| Felhasználói információk | - Nintendo Network ID (rendszerenként 12) - Felhasználói fiók-profil (rendszerenként 12) - Személyes Mii (kapcsolt fiókonként 1) - Barátlista (maximum 100 barát) - Origin-támogatás (EA-játékoknál) - Uplay-támogatás (Ubisoft-játékoknál) | - Nintendo Network ID (egyetlen fiók) - Általános barátkód rendszer (barátkártya) - Személyes Mii (kapcsolt fiókonként 1) - Barátlista (maximum 100 barát) | - Nintendo Network ID - Felhasználói fiók-profil - Személyes Mii (kapcsolt fiókonként 1) - Barátlista (maximum 100 barát)                                             |
| Közösségi háló           | Miiverse | Miiverse | Miiverse |
| Játékok                  | - Online többjátékos mód (5, illetve 7 helyi játékosig Wii U-n, valamint a Nintendo 3DS-en) - Online ranglisták - Hang-/videochat (csak Wii U) - Letölthető tartalom - Demók (30 alkalommal játszhatóak) - Szoftverértékelések (5 csillagos skálán; különböző kategóriákban) - Szoftverfrissítések/patchek - Miiverse-integráció (csak néhány játékban) - Kép/videófelvétel | - Online többjátékos mód (5, illetve 7 helyi játékosig Wii U-n, valamint a Nintendo 3DS-en) - Online ranglisták - Hang-/videochat (csak Wii U) - Letölthető tartalom - Demók (30 alkalommal játszhatóak) - Szoftverértékelések (5 csillagos skálán; különböző kategóriákban) - Szoftverfrissítések/patchek - Miiverse-integráció (csak néhány játékban) - Kép/videófelvétel | Nincs |
| Játékok                  | Virtual Console | | Nincs |
| Felhő alapú tárhely      | ? | ? | ? |
| Kommunikáció             | - Wii U Chat (videohívások/hanghívások) - Barátlista (maximum 100 barát) - Tiltólista - Player History (online összefutott játékosok) - SpotPass - Értesítések | - Barátlista (maximum 100 barát) - StreetPass - StreetPass Mii Plaza (helyi és online összefutott játékosok) - Nintendo Letter Box - SpotPass - Értesítések - Download Play | Miiverse |
| Kommunikáció             | Platformfüggetlen | | Miiverse |
| Online áruház            | Nintendo eShop | Nintendo eShop | Nintendo eShop |
| Szórakozás               | - Nintendo TVii - Netflix - Hulu Plus (csak az Egyesült Államokban) - Amazon Instant Video (csak az Egyesült Államokban) - LoveFilm (csak Európában) - TiVo - BBC iPlayer (csak az Egyesült Királyságban) - ITV Player (csak az Egyesült Királyságban) - YNN! (csak Japánban) - Niconico (csak Japánban) - YouTube                                                          | - Nintendo Video (csak Észak-Amerikában) - Netflix (csak Észak-Amerikában) - Hulu Plus (csak az Egyesült Államokban) - RecoChoku (csak Japánban) - YouTube - Short Films - e-Reader (csak Japánban) - Nintendo TV (ONM) | Nincs |
| Szórakozás               | Nintendo Direct Nintendo eShop News | | |
| Internetnavigáció        | Internet Browser (Wii U) (HTML5 videó és hang támogatással) | Internet Browser (Nintendo 3DS) (3D/2D képfeltöltéssel) | Az operációs rendszer által biztosítva (kötelező) |
| Internetnavigáció        | Beépített Google/Yahoo! keresőmotor | | Az operációs rendszer által biztosítva (kötelező) |
| Hűségprogram             | Club Nintendo Nintendo Network Premium | Club Nintendo Nintendo Network Premium | Club Nintendo Nintendo Network Premium |
| Egyéb eszközök           | - Gyerekzár - eManualok - Nintendo ügyfélszolgálat (videójáték-konzol garancia és segítségnyújtás/javítási segítség) - Nintendo online áruház (csak fizikai termékek) | - Gyerekzár - eManualok - Nintendo ügyfélszolgálat (videójáték-konzol garancia és segítségnyújtás/javítási segítség) - Nintendo online áruház (csak fizikai termékek) | - Gyerekzár - eManualok - Nintendo ügyfélszolgálat (videójáték-konzol garancia és segítségnyújtás/javítási segítség) - Nintendo online áruház (csak fizikai termékek) |
| Rendszerfrissítés        | Wii U-rendszerfrissítés | Nintendo 3DS-rendszerfrissítés | Automatikus frissítések |

Megjegyzések
- A 3DS-en szükséges a Nintendo Network ID a Nintendo eShop ingyenes tartalmainak letöltéseihez és a Miiverse használatához
- A Nintendo Letter Box 2013. október 31-e óta csak helyi üzenetváltáshoz használható, mivel letiltották az alkalmazás hozzáférését a SpotPasshez

Megszűnt szolgáltatások:
- SpotPass TV: 2012. június 20-án beszüntették működését.[11]
- Eurosport: 2012. december 31-én beszüntették működését.[forrás?]
- Nintendo Show 3D: az utolsó epizód 2013. március 28-án került adásba.[forrás?]
- Nintendo Video: 2014. március 31-én a program működését beszüntették és az eShop kínálatából is levették Japánban és a PAL régióban. Észak-Amerikában a program teljes funkciókkal működik tovább.

### Visszafelé kompatibilitás
A Nintendo Network korábban alaptámogatást nyújtott a Wii és a Nintendo DS/DSi rendszerekhez miután a Nintendo Wi-Fi Connectiont beolvasztották a szolgáltatásba. Ez folyamatos online támogatást és általános visszafelé kompatibilitást nyújtott az elévült Wii és DS családok játéktárához a Wii U és Nintendo 3DS rendszereken. Az ingyenes Nintendo Wi-Fi Connection szolgáltatást világszerte 2014. május 20-án szüntették meg, mellyel együtt megszűnt az online többjátékos játék, a matchmaking és a ranglisták az ezen funkciókat támogató Wii- és Nintendo DS-játékoknál, ezek ugyanúgy érvényesültek az elévült online támogatott játékoknál Wii U és Nintendo 3DS rendszereken is. A Wii Shop Channel, a DSiWare Shop és a „Pay & Play” játékvariánsokat ezek nem érintették.